# Ранчо Осуна, Ел Милагро (Хуарез)
Ранчо Осуна, Ел Милагро (шп. Rancho Osuna, El Milagro) насеље је у Мексику у савезној држави Чивава у општини Хуарез. Насеље се налази на надморској висини од 1267 м.

## Становништво
Према подацима из 2010. године у насељу је живело 7 становника.

### Хронологија
| Година       | 2000      | 2005         | 2010 |
| ------------ | --------- | ------------ | ---- |
| Становништво | 4 (2 / 2) | 87 (45 / 42) | 7    |

### Попис
| # | Индикатор                     | Вредност |
| - | ----------------------------- | -------- |
| 1 | Укупно домаћинстава           | 1        |
| 2 | Укупно насељених домаћинстава | 1        |
| 3 | Величина локације             | 1        |